# 克里斯蒂安·戈洛梅耶夫
克里斯蒂安·茨韦塔诺夫·戈洛梅耶夫（1993年7月4日—）生于保加利亚帕扎尔吉克州韦林格勒，是一名希腊籍男子游泳运动员，主攻短距离自由泳。他的父亲茨韦坦·戈洛梅耶夫（Цветан Голомеев）是一名前保加利亚游泳国手。他的母亲在其出生不久后便去世。克里斯蒂安有两个哥哥，分别名为尼古拉和伊万。在早年时期，父亲为了让三兄弟能够在更好的条件下生活而移居至希腊克里特伊拉克利翁。2010年，他的父亲亦因重病而去世，当时克里斯蒂安年仅17岁。